# رمضان کلگ
روستای رمضان کلگ یکی از روستا های دهستان مخت واقع در شهرستان نیکشهر بخش مرکزی است. رمضان کلگ بر سر راه چابهار به نیکشهر قرار دارد و حدود 20 کیلومتر با مرکز شهرستان نیکشهر فاصله دارد. بر اساس سرشماری سال ١٣٩٥ حدود ١٣٠٠ نفر جمعیت دارد و تعداد خانوارهای ساکن این روستا ٢٥٠ خانوار است. وضع طبیعی این روستا کوهستانی و تپه ای است . همچنین را ه زمینی این روستا به  آسفالت شده است. این روستا از نظر امکانات آموزشی دارای مدرسه راهنمایی در کنار دبستان می باشد. از نظر امکانات بهداشتی نیز دارای بهورز می باشد. این روستا از نظر امکانات مخابراتی دارای دفتر مخابرات می باشد. این روستا در سال های اخیر رشد خوبی خصوصاً از نظر آموزش داشته به طوریکه در سال های اخیر همواره در دبیرستان نمونه دولتی سهم زیادی داشته است.

## جمعیت
این روستا در دهستان مخت قرار دارد و براساس سرشماری مرکز آمار ایران در سال ۱۳۸۵، جمعیت آن ۶۳۸ نفر (۱۳۴خانوار) بوده‌است.